# L'uomo da sei milioni di dollari - Complotto internazionale
L'uomo da sei milioni di dollari - Complotto internazionale (The Six Million Dollar Man: The Solid Gold Kidnapping) è un film per la televisione statunitense del 1973 diretto da Russ Mayberry.
È il terzo film per la televisione del franchising de L'uomo da sei milioni di dollari, tratto dal romanzo di Martin Caidin Cyborg e seguito del L'uomo da sei milioni di dollari - Dalla Luna al deserto e L'uomo da sei milioni di dollari - Vino, donne e guerra. I tre film per la televisione, trasmessi come opere a sé stanti, sono considerati come i tre piloti che hanno portato alla realizzazione della serie televisiva trasmessa dall'anno seguente L'uomo da sei milioni di dollari.

## Trama
Steve Austin è in missione per liberare l'ambasciatore statunitense Scott, tenuto prigioniero in un remoto tempio Maya da un gruppo di presunti rivoluzionari messicani, in realtà comandati da Julian Peck e facenti parte di un'organizzazione criminale chiamata La Compagnia. La stessa organizzazione in seguito rapisce l'agente immobiliare William Henry Cameron, chiedendo in riscatto 1 miliardo di dollari. Steve Austin, che si trova in vacanza ad Aspen, viene richiamato in servizio da Oscar Goldman.
Quando uno dei rapitori, Roger Ventriss, viene assassinato durante la cattura da Julian Peck, viene coinvolta la dottoressa Erica Bergner che ha sviluppato un metodo per trasferire cellule cerebrali, e quindi la memoria, da un essere umano all'altro. La dottoressa Bergner si offre di farsi impiantare le cellule di Ventriss, riuscendo ad avere immagini che portano lei e Austin a Lucerna, in Svizzera. Qui Steve sfugge a un attentato e ulteriori immagini viste dalla dottoressa Bergner li portano a incontrare in un casinò la Contessa de Rojas, che aveva fatto da tramite tra Cameron e la banda di rapitori. Con uno stratagemma Austin viene accompagnato alla villa dalla contessa e, dopo altri attentati alla sua vita, riesce a costringerla a tradire Peck che viene catturato.
Cameron, tenuto prigioniero su di una nave, dove la dottoressa Bergner, che nel frattempo comincia a soffrire degli effetti collaterali del trapianto delle cellule cerebrali, porta Steve Astin a bordo della nave, dove librera Cameron e cattura il presidente della Compagnia.

## Personaggi e interpreti
- Steve Austin, interpretato da Lee Majors
- Oscar Goldman, interpretato da Richard Anderson
- Rudy Wells, interpretato da Alan Oppenheimer
- Erica Bergner, interpretata da Elizabeth Ashley
- Mel Bristo, interpretato da Terry Carter
- Julian Peck, interpretato da John Vernon
- Chairman of the Board, interpretato da Maurice Evans
- Contessa DeRojas, interpretata da Luciana Paluzzi
- William Henry Cameron, interpretato da Leif Erickson
- Roger Ventriss, interpretato da Craig Huebing
- Ambassador Scott, interpretato da David White
- Lady Skier, interpretata da Leigh Christian

## Produzione
Anche in questo caso, così come già avvenuto per il precedente L'uomo da sei milioni di dollari - Vino, donne e guerra, la produzione ha deciso di non adattare un romanzo di Martin Caidin della serie Cyborg, da cui è stato tratto il soggetto per il primo film L'uomo da sei milioni di dollari - Dalla Luna al deserto e la successiva serie L'uomo da sei milioni di dollari, ma di sviluppare una storia originale, nonostante questa abbia qualche superficiale richiamo al terzo libro della saga, High Crystal, che verrà tuttavia pubblicato solamente l'anno successivo. Il soggetto del film viene infatti scritto da Alan Caillou e Larry Alexander, mentre la sceneggiatura da Larry Alexander.

## Distribuzione
Trasmesso dalla ABC il 17 novembre 1973, il film per la televisione, così come avvenuto con il precedente Vino, donne e guerra, è stato distribuito in syndication in una versione allungata con l'aggiunta di scene tratta da vari episodi della successiva serie televisiva, dividendolo in due puntate da un'ora ciascuna. Questo rimaneggiamento lo ha reso più lungo e prolisso e causato errori di continuità.